# Дженерал-Бертело (комуна)
Дженерал-Бертело (рум. General Berthelot) — комуна у повіті Хунедоара в Румунії. До складу комуни входять такі села (дані про населення за 2002 рік):
- Дженерал-Бертело (256 осіб) — адміністративний центр комуни
- Крегуйш (92 особи)
- Лівезь (115 осіб)
- Туштя (325 осіб)
- Феркедін (232 особи)

Комуна розташована на відстані 284 км на північний захід від Бухареста, 29 км на південь від Деви, 140 км на південний захід від Клуж-Напоки, 129 км на схід від Тімішоари.

## Населення
За даними перепису населення 2002 року у комуні проживали 1020 осіб. Усі жителі комуни рідною мовою назвали румунську.
Національний склад населення комуни:
| Національність | Кількість осіб | Відсоток |
| -------------- | -------------- | -------- |
| румуни         | 998            | 97,8%    |
| цигани         | 18             | 1,8%     |
| угорці         | 3              | 0,3%     |
| словаки        | 1              | 0,1%     |

Склад населення комуни за віросповіданням:
| Релігія        | Кількість осіб | Відсоток |
| -------------- | -------------- | -------- |
| православні    | 913            | 89,5%    |
| греко-католики | 57             | 5,6%     |
| п'ятдесятники  | 34             | 3,3%     |
| баптисти       | 7              | 0,7%     |
| римо-католики  | 3              | 0,3%     |
| адвентисти     | 3              | 0,3%     |